# Сіра зона (міжнародні відносини)
Сіра зона (також сіра сфера, сірий простір, сіра територія тощо) описує простір між миром і війною, у якому державні та недержавні актори беруть участь у конкуренції.

## Визначення
Використання терміна «сіра зона» широко поширене в колах національної безпеки, але немає загальної згоди щодо визначення сірої зони або навіть щодо того, чи є це термін корисним, оскільки погляди на цей термін варіюються від «химерного» до «туманного», до «корисного» або «геніального».
Сіра зона визначається як «конкурентна взаємодія між і всередині державних і недержавних акторів, яка знаходиться між традиційною подвійністю війни та миру». Командуванням спеціальних операцій США.
Ключовим елементом операцій у сірій зоні є те, що вони залишаються нижче порогу атаки, яка може мати законну звичайну військову відповідь (jus ad bellum).
Одна стаття визначила це як «примусові державні дії, окрім війни» та «в основному невійськову сферу людської діяльності, у якій держави використовують національні ресурси для навмисного примусу інших держав».
Центр стратегічних і міжнародних досліджень визначає сіру зону як «спортивну арену десь між рутинною державною майстерністю та відкритою війною».
Британський міністр оборони Бен Воллес назвав сіру зону «підвішеною землею між миром і війною».

## Історія
Концепція сірої зони побудована на існуючих військових стратегіях, однак інформаційні технології створили радикально нові простори, які розширили те, що можливо. Операції сучасної гібридної війни та політичної війни переважно відбуваються в сірій зоні.
Наприкінці 2010-х Китай переріс у сіру зону війни з Тайванем, намагаючись примусово об’єднатися з меншою країною. Адміністрації берегової охорони Тайваню довелося швидко розширюватися, щоб впоратися зі зростаючою проблемою сірої зони. Операції Китаю в сірій зоні проти Тайваню в морській зоні мають на меті встановити присутність, зберігаючи ймовірне заперечення.

## Занепокоєння
Загальноприйнято вважати, що недемократичні держави можуть ефективніше працювати в сірій зоні, оскільки вони набагато менше обмежені внутрішнім законодавством і нормативними актами. Демократичним державам також може бути дуже важко реагувати на загрози «сірої зони», тому що їх правові та військові системи налаштовані на те, щоб розглядати конфлікти через відчуття війни та миру з невеликою підготовкою чи увагою до чогось між ними. Це може призвести до того, що демократичні держави або різко надмірно, або недостатньо реагують, коли вони стикаються з викликом сірої зони.

## Зв'язок із гібридною війною
Концепція конфліктів або війни в сірій зоні відрізняється від концепції гібридної війни, хоча вони тісно пов’язані, оскільки в сучасну епоху держави найчастіше застосовують нетрадиційні інструменти та гібридні методи в сірій зоні. Однак, обидві концепції гібридної війни та сірих зон побудовані навколо ідеї існування деякого проміжного стану між (негативним) миром і міжнародним, а також неміжнародним збройним конфліктом. Багато нетрадиційних інструментів, які використовують держави в сірій зоні, такі як пропагандистські кампанії, економічний тиск і використання недержавних організацій, не переступають поріг формалізованої агресії на державному рівні.

## Подальше читання
- Layton, Peter (2021). China's Enduring Grey-Zone Challenge (PDF) (Online PDF). Air and Space Power Centre. ISBN 9781925062502.